# Cobubatha paistion
Cobubatha paistion là một loài bướm đêm trong họ Noctuidae.